# Vi perdono ma inginocchiatevi
Vi perdono ma inginocchiatevi è un film per televisione del 2012, trasmesso in prima TV da LA7 il 18 maggio 2012 in occasione del ventennale della strage di Capaci (23 maggio 1992) che colpì Giovanni Falcone, la moglie Francesca Morvillo e gli uomini della sua scorta in un attentato da parte della mafia.
È stato prodotto da TI Media, Boniventofilm S.r.l., Cinesicilia e Regione Siciliana.
Questo film è stato visto da 1.597.000 con il 6.53% di share.
Il titolo del film deriva da una frase del discorso di Rosaria Costa, vedova di Vito Schifani, pronunciato durante i funerali successivi alla strage. La frase testualmente recitava: «Io vi perdono però vi dovete mettere in ginocchio».

## Trama
Il film narra la vita dei tre poliziotti della scorta del giudice Falcone (Vito Schifani, Antonio Montinaro e Rocco Dicillo) e dei loro familiari, fino alla "strage di Capaci"  con la loro drammatica fine insieme a Falcone e alla moglie.
Antonio Montinaro sposato con Tina, nasce a Calimera ed è il capo scorta della Quarto Savona Quindici. Ha due figli di nome Gaetano (5 anni) e Giovanni (1 anno). Tina è una donna premurosa e che tiene alla sua famiglia, lavora in un negozio. Il figlio Gaetano insiste nel convincere il papà a portarlo alle giostre, ma purtroppo non è possibile per il lavoro duro e pericoloso che svolge. Antonio credeva molto in Giovanni Falcone, tanto da sembrare agli occhi dei colleghi quasi innamorato del giudice più che di sua moglie.
Vito Schifani è nato a Palermo ed è sposato con Rosaria Costa. Da poco ha avuto un bimbo di nome Antonio Emanuele. Rosaria, una ragazza di 22 anni, nonostante sia già mamma, cerca sempre di far sì che Vito abbia un sabato libero per divertirsi con lei. Purtroppo il destino non ha voluto ciò. Rosaria Costa è stata la donna che durante i funerali di suo marito e dei suoi colleghi lesse la lettera che commosse tutta Palermo e andò in tutti i tg che trasmettevano il funerale. Il loro figlio Emanuele, rimasto orfano a soli quattro mesi di vita, adesso è entrato nella guardia di Finanza.
Rocco Dicillo, nato a Triggiano vicino a Bari, fidanzato con Alba, prima della strage era appena entrato nella Quarto Savona Quindici. Amava i suoi genitori più di ogni altra cosa.